# Pedra argilosa
La pedra argilosa, en anglès, claystone, és un terme geològic usat per descriure roques sedimentàries clàstiques que estan compostes principalment per partícules de la mida de l'argila (de menys d'1/256 mil·límetres de diàmetre).
Les pedres argilenques no es refereixen a les roques laminades que fàcilment es divideixen en capes fines anomenades en aquest cas pissarres. Són diferents de les pedres de fang o fangolita (mudstones), les quals estan parcialment endurides però es disgreguen quan són molles; la pedra d'argila és un material completament endurit.